# フェリーニヒング条約

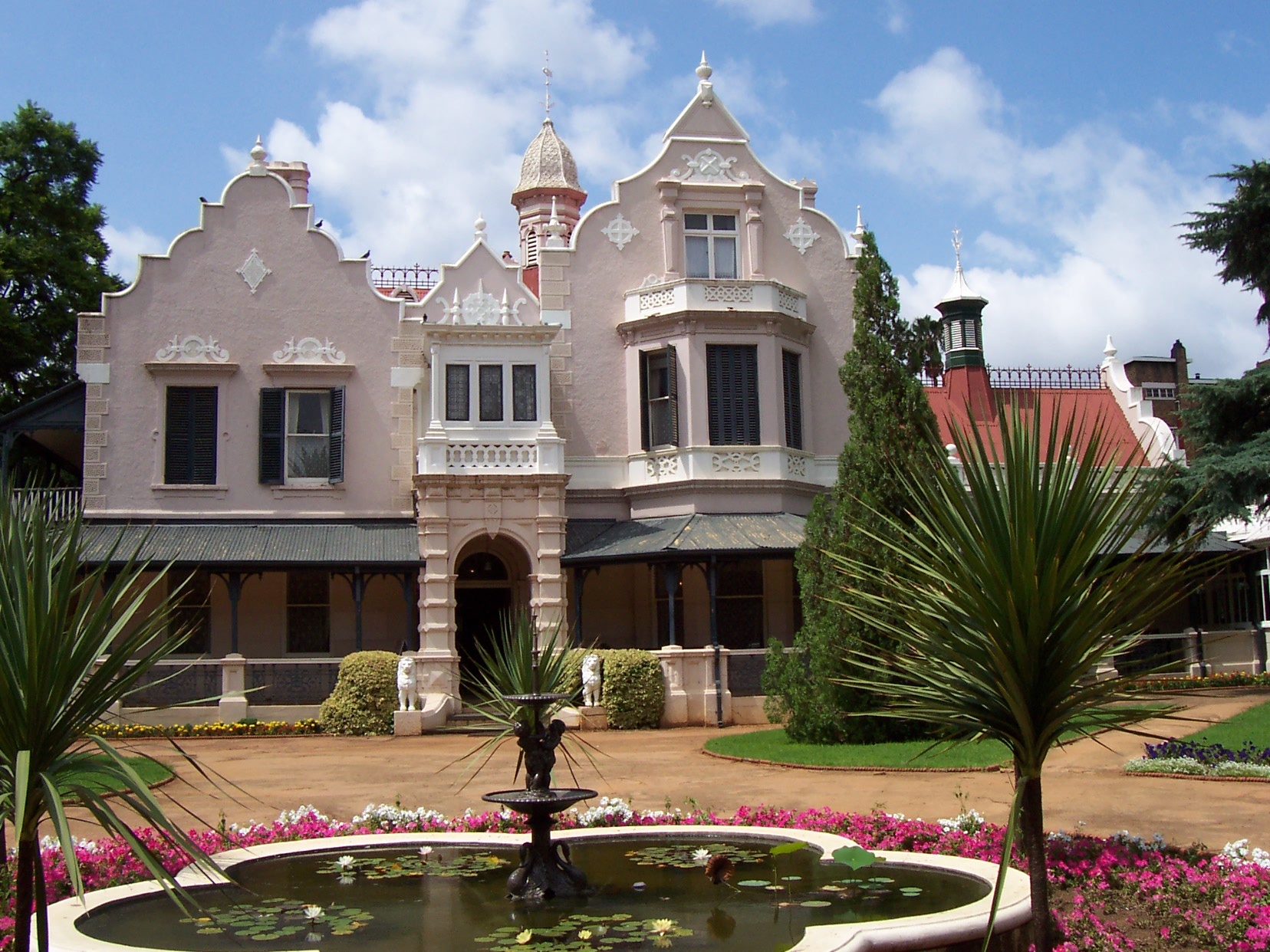
条約が調印されたメルローズ・ハウス

フェリーニヒング条約（フェリーニヒングじょうやく、英語: Treaty of Vereeniging、アフリカーンス語:Verdrag van Vereeniging）は、イギリス帝国とトランスヴァール共和国、オレンジ自由国で締結された条約。

## 概要
第二次ボーア戦争におけるイギリスの勝利に伴い、ボーア人国家の消滅は確実となった。トランスヴァール、オレンジの両国家の指導者は徹底抗戦をあきらめ条件闘争に課題は移った。イギリス側は植民地内における自治とオランダ語の使用を認めたことからトランスヴァール共和国のフェリーニヒングにおいて条約の締結に合意した。

## 合意内容
1. イギリス政府は、ボーア人による自治を認める。
2. イギリス政府は、ボーア人による自治が行われるまで、黒人解放問題については議論を行わない。
3. イギリス政府は、ボーア人に再建のため300万ポンドを支払う。
4. イギリス政府は、ケープ植民地におけるボーア人の抵抗勢力の指導者に限定して拘束する。
5. イギリス政府は、学校と裁判所におけるオランダ語の使用を認める。